# Devlet Bahçeli
Devlet Bahçeli (Bahçe, 1º gennaio 1948) è un politico ed economista turco, presidente del Partito del Movimento Nazionalista (MHP) dal 1997.
Ex assistente di economia all'Università Gazi di Ankara, Bahçeli è uno dei fondatori dei Lupi Grigi ed è stato scelto come presidente dell'MHP nel primo congresso tenutosi dopo la morte di Alparslan Türkeş nel 1997. Eletto per la prima volta alla Grande Assemblea Nazionale alle elezioni parlamentari del 1999, è stato successivamente rieletto come deputato della provincia di Osmaniye alle elezioni del 2007, del 2011, del giugno 2015, del novembre 2015, del 2018, e del 2023. Tra il 1999 e il 2002 ha inoltre ricoperto il ruolo di vice primo ministro di Bülent Ecevit.
Dal 2 giugno al 7 giugno 2023 è stato presidente ad interim della Grande Assemblea Nazionale.
Inizialmente voce critica di Recep Tayyip Erdoğan, si è avvicinato al presidente turco dopo la deludente prestazione dell'MHP alla tornata elettorale del 2015, provocando uno scisma culminato con la fondazione del Buon Partito da parte di Meral Akşener nel 2017. L'alleanza elettorale con l'AKP si è ulteriormente rafforzata al referendum costituzionale del 2017 e alle elezioni generali del 2018.

## Biografia
Devlet Bahçeli è nato il 1º gennaio 1948 nel distretto rurale di Bahçe, nella provincia di Osmaniye della Turchia meridionale, figlio di Salih, agricoltore di origine turkmena, e di Samiye.
Nel 1967 è stato ammesso all'Università Gazi di Ankara, dove quattro anni dopo si è laureato in economia e commercio (tra i suoi compagni di corso c'erano il futuro rivale politico Kemal Kılıçdaroğlu e l'ex arbitro di calcio Erman Toroğlu). Dopo la laurea ha lavorato come assistente nel dipartimento di economia dell'Università Gazi, prima di conseguire un dottorato in economia presso l'Istituto di Scienze Sociali dello stesso ateneo. Ha insegnato presso il dipartimento di economia e scienze amministrative dell'università ancirana fino al 1987, interessandosi anche di storia e politica estera turca.
Le prime esperienze politiche risalgono al 1967, quando era ancora studente all'Università di Gazi e contribuì a fondare il movimento estremista nazionalista turco dei Lupi Grigi. Tra il 1970 e il 1971 è stato invece segretario generale dell'Unione nazionale degli studenti turchi.
Dopo il colpo di Stato del 1980, Bahçeli si è esposto pubblicamente a difesa dei dirigenti e degli iscritti dell'MHP e di altre organizzazioni nazionaliste che erano stati imprigionati dal regime militare di Kenan Evren. Nel 1987 si è dimesso dall'incarico di insegnante per dedicarsi a tempo pieno alla politica, venendo eletto quello stesso anno segretario generale del Partito Nazionalista Laburista (MÇP), che nel 1993 sarebbe confluito nell'MHP. Dopo la morte di Alparslan Türkeş, nel 1997 Bahçeli è stato eletto presidente dell'MHP.
Alle elezioni del 1999 l'MHP ha ottenuto il proprio record storico di voti, il 17,98%, accettando di far parte di un governo di coalizione con il Partito della Sinistra Democratica e il Partito della Madrepatria. Bahçeli è divenuto pertanto vice primo ministro nel gabinetto di Bülent Ecevit, al quale ha ritirato tuttavia la fiducia il 7 luglio 2002, facendo cadere l'esecutivo.
Alle successive elezioni del 2002 l'MHP ha dimezzato il proprio consenso all'8% e non è riuscito a superare la soglia di sbarramento del 10%, rimanendo fuori dal parlamento fino alla seguente legislatura, quando ha potuto eleggere nuovamente propri deputati grazie al 14,27% rimediato al voto del 2007. Nel voto del 2011 c'è stato un lieve calo di preferenze, al 13%, che hanno consentito tuttavia alla formazione nazionalista guidata da Bahçeli di rimanere nella Grande Assemblea Nazionale. I consensi sono aumentati nuovamente alle elezioni del giugno 2015, toccando il 16,29%, calando peraltro drasticamente nel voto tenutosi a novembre dello stesso anno, all'11,9%.
Dopo quest'ultima sconfitta elettorale, alcuni membri di alto livello dell'MHP hanno chiesto le dimissioni di Bahçeli da presidente del partito, a cui il leader si è opposto però politicamente quanto giuridicamente, deferendo la questione alla Corte Costituzionale. Alcuni dei membri che avevano lasciato l'MHP o ne erano stati espulsi sono confliuiti perciò nel Buon Partito, fondato nell'ottobre 2017 dall'ex ministra dell'Interno Meral Akşener su posizioni più centriste.
Lo scisma ha spinto Bahçeli ad accelerare l'avvicinamento politico con il leader dell'AKP Recep Tayyip Erdoğan, sostenendo la linea del 'Sì' al referendum costituzionale dello stesso anno e formando con il partito islamista una coalizione denominata "Alleanza del Popolo" (in turco Cumhur İttifakı) alle elezioni del 2018 e del 2023.

### Vita privata
Bahçeli non è sposato ed è stato sostenitore del Beşiktaş fino al 2023, cancellando la sua tessera di affiliazione al club dopo le proteste dei tifosi del club di Istanbul contro il governo di Recep Tayyip Erdoğan (sostenuto da Bahçeli) per la gestione fallimentare del terremoto del febbraio 2023 nella provincia di Kahramanmaraş.